# Spirou: The Robot Invasion
Spirou: The Robot Invasion ist ein Videospiel, welches auf den Spirou-und-Fantasio-Comics basiert.

## Spielprinzip
Spirou: The Robot Invasion ist ein Side-Scrolling-Plattformspiel, das aus 18 Levels in 10 Welten besteht. Der Spieler muss eine Horde Roboter zerstören. Die Zwischensequenzen im Spiel verfügen über eine Comic-Strip-Präsentation.

## Rezeption
Spirou: The Robot Invasion erhielt überwiegend positive Kritiken. Kritiker lobten die visuelle Präsentation des Spiels. Nick Roberts von Total Game Boy lobte die detaillierte Grafik und die hellen, farbenfrohen Levels. Kritisiert wurde der Schwierigkeitsgrad des Spiels. Computer and Video Games sagte: „Das einzige wirkliche Problem besteht darin, dass man gezwungen ist, das gesamte Level neu zu starten, wenn man ein Leben verliert.“ Auch Game Boy Official Magazine kritisierte die Schwierigkeitsgrad des Spiels.